# Вільям Окпара
Вільям «Віллі» Окпара (англ. William «Willy» Okpara, нар. 7 травня 1968, Лагос, Нігерія) — нігерійський футболіст, що грав на позиції воротаря.
Виступав, зокрема, за клуби «кальчіо Акб Лагос» та «Орландо Пайретс», а також національну збірну Нігерії.

## Клубна кар'єра
У дорослому футболі дебютував 1987 року виступами за команду клубу «ACB Лагос», в якій провів сім сезонів, взявши участь у 56 матчах чемпіонату.
1994 року перейшов до клубу «Орландо Пайретс», за який відіграв 9 сезонів. Більшість часу, проведеного у складі «Орландо Пайретс», був основним гравцем команди. Завершив професійну кар'єру футболіста виступами за команду «Орландо Пайретс» 2003 року.

## Виступи за збірні
1987 року залучався до складу молодіжної збірної Нігерії, за яку зіграв три матчі. На чемпіонаті світу з футзалу 1992 зіграв один матч за збірну Нігерії проти Польщі.
1996 року дебютував в офіційних матчах у складі національної збірної Нігерії. Протягом кар'єри у національній команді, яка тривала три роки, провів у формі головної команди країни п'ять матчів.
У складі збірної був учасником чемпіонату світу 1998 року у Франції.

## Титули і досягнення
- Чемпіон Африки (U-21): 1987